# Crassula ovata
Crassula ovata ((Mill.) Druce, 1917), comunemente nota come albero di giada, è una pianta succulenta appartenente alla famiglia delle Crassulacee, originaria dell'Africa meridionale. Precedentemente classificata come Cotyledon ovata (Mill., 1768), la specie ha ottenuto l'attuale denominazione nel 1917, ad opera di George Claridge Druce.
L'epiteto specifico deriva dal latino ovata, ossia a forma di uovo, con riferimento alla forma delle foglie della pianta.
La Royal Horticultural Society l'ha insignita di tre Award of Garden Merit: per la specie in sé, per la cultivar C. ovata Hummel's Sunset e per la cultivar C. ovata Gollum.

## Descrizione
È una pianta a portamento arbustivo, fittamente ramificata, e, assieme alle due sottospecie di C. arborescens, l'unica che può superare il metro e mezzo d'altezza tra quelle appartenenti al genere Crassula. In alcuni esemplari si sviluppa invece un vero e proprio fusto, che può superare i 6 centimetri di diametro. Nonostante con l'età assumano un colore ed un aspetto più ligneo, in realtà per tutta la vita della pianta i rami resteranno carnosi.
C. ovata condivide inoltre con altre piante xerofile la peculiarità del Crassulacean Acid Metabolism, o fotosintesi CAM, che permette, mantenendo gli stomi chiusi durante le ore diurne, di minimizzare le perdite d'acqua dovute alle alte temperature delle aree di provenienza.
Le foglie, tondeggianti e carnose, crescono a coppie contrapposte (sessili). Sono di colore verde scuro, col margine che tende a diventare rossastro in caso di esposizione a sole intenso o freddo. Crescono in media tra 3-9 centimetri in lunghezza e 2-4 in larghezza, assottigliandosi alle estremità.
Essendo un specie originaria dell'emisfero australe, se posta nelle giuste condizioni ambientali, la fioritura avverrà in inverno, in caso contrario avverrà in genere a cavallo tra la stagione primaverile e quella estiva. I fiori sono a forma di stella, raggruppati in infiorescenze che si svilupperanno agli apici dei rami, secondo uno schema a corimbo. Queste infiorescenze, che misurano circa 5 centimetri in diametro, sono formate da steli lunghi 15-18 millimetri e spessi 2 mm, dalle cui estremità si svilupperanno, dopo un gambo di circa 5 millimetri, i fiori.
Questi fiori, ermafroditi, sono disposti secondo una simmetria radiale e doppi perianzi, mentre i 5 sepali che li compongono, lunghi due millimetri, sono fusi tra loro alla base. La corolla invece è a forma di stella, di colore bianco o rosa a seconda delle varietà, ed è formata da petali lanceolati lunghi intorno ai 7 millimetri e larghi 2,5 mm. Gli stami infine misurano circa 5 mm di lunghezza.
I frutti sono dei piccoli follicoli lunghi circa 3 mm, di forma ovoidale.

## Distribuzione e habitat
Crassula ovata è originaria di Sudafrica e Mozambico. Nello specifico è autoctona della Provincia del Capo Orientale, inclusa nella zona WGSRPD delle Province del Capo, e del KwaZulu-Natal, oltre che di parte del Mozambico meridionale. Risulta inoltre introdotta in parte della California, anche se non è ancora classificata come invasiva, e in Italia.
Sono stati avvistati esemplari in natura in numerosi altri paesi ma, nonostante la facilità di propagazione e la grande diffusione come pianta ornamentale da più di un secolo a questa parte, non risulta ampiamente diffusa in natura se non nella già citata California. Esemplari in natura sono stati avvistati nelle isole Canarie, in Australia, Nuova Zelanda e, per gli USA, anche nell'isola di Kauai.
In natura C. ovata cresce tra gli arbusti nelle foreste aperte della Provincia del Capo Orientale, su un suolo argilloso-sabbioso tipico di pendii rocciosi, colline e campi, spesso in anfratti riparati. È frequente che cresca in associazione a varietà di Aloe, Euphorbia o con Portulacaria afra. Tra le poche specie che si cibano delle sue foglie vi sono alcune tartarughe che però di rado le divorano completamente. Frequentemente le vespe nidificano tra i suoi rami.

## Biologia
Il numero cromosomico di C. ovata è 2n = 42.
L'impollinazione avviene grazie a diverse specie di insetti, tra i quali api, vespe, mosche, scarafaggi e farfalle, attirati dal profumo dolce e tenue dei fiori della pianta.

### Fisiologia
La presenza della fotosintesi CAM in C. ovata e in altre specie di Crassula consente alle piante di ridurre la perdita d'acqua dalle foglie senza limitare la fotosintesi: con questo sistema difatti, gli stomi vengono chiusi durante il giorno ma aperti di notte quando l'anidride carbonica assorbita viene immagazzinata sotto forma di acidi crassulacei organici (principalmente ossaloacetato). Durante il giorno questi acidi saranno poi scomposti e l'anidride carbonica rilasciata verrà riutilizzata nel processo fotosintetico. In questo modo, le piante perdono molta meno acqua potendo comunque fotosintetizzare normalmente durante le ore diurne. Inoltre, in condizioni estremamente secche, gli stomi possono rimanere chiusi di notte e riciclare l'anidride carbonica all'interno delle cellule.
Data la sua grande diffusione, C. ovata è stata tra le specie più importanti nello studio di questo particolare processo.
La presenza di idatodi sulle pagine superiori delle foglie può essere importante per assorbire l'acqua contenuta nella nebbia tipica degli habitat costieri aridi in cui è diffusa la pianta.

### Condizioni ambientali
C. ovata tollera un ampio spettro di temperature e umidità, incluso anche il gelo leggero, ma non per periodi prolungati e temperature molto rigide. Può crescere infatti in aree incluse nelle USDA hardiness zones da 10a a 11, tollerando quindi una temperatura minima di -1,1 °C.
Sebbene sia una pianta succulenta, ha bisogno di una certa quantità di acqua e una siccità prolungata può bloccarne la crescita e causare macchie sul fogliame, con conseguente caduta delle foglie, fino a portarla alla morte. Nella Provincia del Capo Orientale, zona di origine, sopporta frequenti siccità, precipitazioni imprevedibili (tra i 250 e i 550 mm all'anno) e temperature massime che raggiungono i 40 °C.
C. ovata può crescere in ombra parziale ma necessita di sole pieno per fiorire mentre la sovraesposizione al calore può bruciare le foglie e causarne la caduta.
La pianta predilige un suolo leggermente acido (pH 6-6,5), asciutto e ben drenato. Tollera vari tipi di terreno, tra cui argillosi, sabbiosi, acidi, neutri e leggermente alcalini, oltre che le tipiche condizioni costiere ventose e di salsedine, mentre è suscettibile a forte umidità.

### Tossicità
C. ovata, unica del genere Crassula, è tossica in tutte le sue parti per cavalli, cani e gatti, e mediamente tossica per l'uomo. L'ingestione può causare diarrea e vomito, mentre il contatto della linfa con la pelle può dar luogo a pruriti e irritazioni. Sintomi simili, ma più intensi, si hanno sugli animali domestici, accompagnati anche dall'insorgere di depressione. Si è osservato come, tra le chiamate d'emergenza all'American Association of Poison Control Centers (AAPCC), sia risultata la nona specie più comune tra i casi di intossicazione da piante, specialmente nei bambini.

## Tassonomia

### Cultivar
C. ovata si può trovare sotto forma di svariate cultivar, grazie alla popolarità di questa come pianta d'appartamento. Tra le più diffuse e note vi sono:
- Crassula ovata cv. Gollum (anche "Hobbit", "Cristata" o "Monstruosa"): varietà molto diffusa, è facilmente riconoscibile dalle foglie, allungate e di forma tubolare con la punta rossastra[15][25][26].
- Crassula ovata cv. Lemon & Lime (anche "Tricolor" o "Tricolor Jade" ): differisce nel colore delle foglie; a bande laterali color crema e verdi al centro nella Lemon & Lime, con colorazione simile ma tinte di rosa sulle foglie più giovani nella Tricolor[27].
- Crassula ovata cv. Hummel's Sunset (anche "Sunset" o "Ohgonkagetsu"): molto apprezzata esteticamente, se posta in luoghi soleggiati assume una particolare colorazione dorata sui bordi, oltre che la tipica foglia verde con margine rosso di C. ovata[14][28][29].
- Crassula ovata cv. Minor: varietà nana, non supera i 75 cm d'altezza e anche le foglie sono di dimensioni contenute, ideale per i bonsai[30][31].
- Crassula ovata cv. Red Horn Tree: creata dall'ibridazione tra C. ovata cv. Gollum con la cv. Hummel's Sunset, presenta infatti le due caratteristiche principali di queste due cultivar; ossia le foglie tubolari e la colorazione dorata sui bordi[30][32].
- Crassula ovata cv. Obliqua: caratterizzata da foglie più appuntite che tendono ad aprirsi meno rispetto ai rami, è frequentemente ibridata con la cultivar Tricolor, dando origine alla cv. Obliqua Tricolor o Obliqua Variegata[30][33][34].

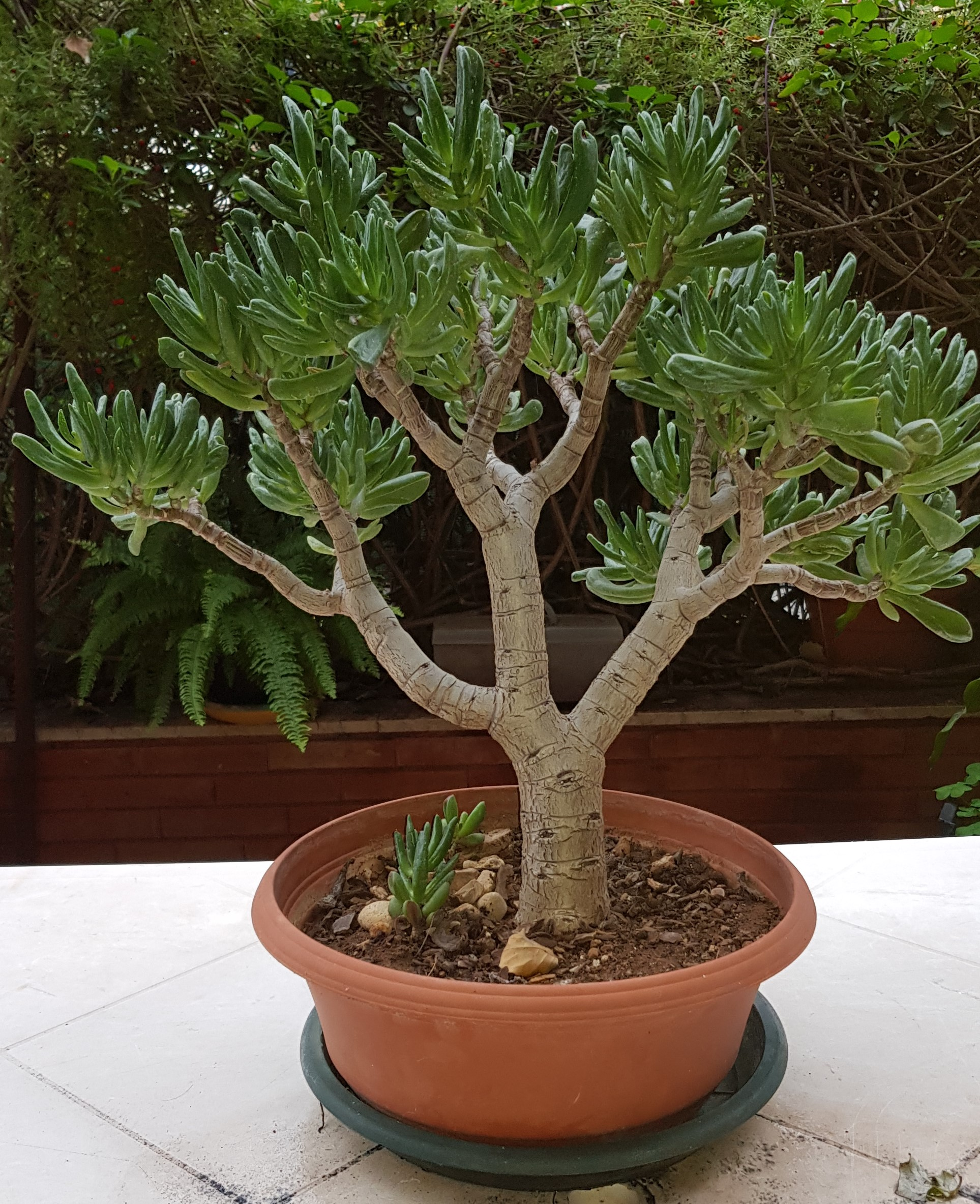
C. ovata cv. Gollum
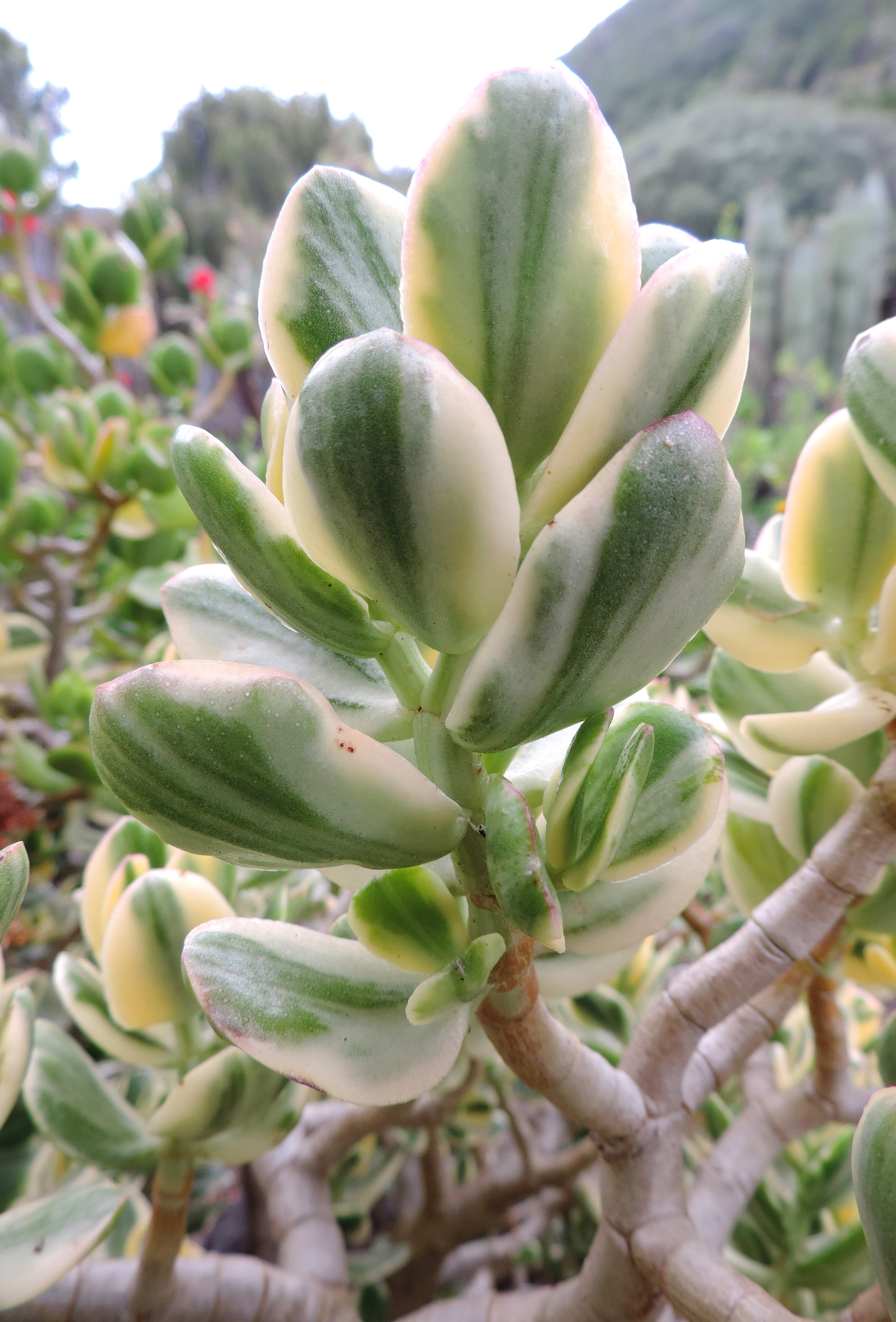
C. ovata cv. Tricolor
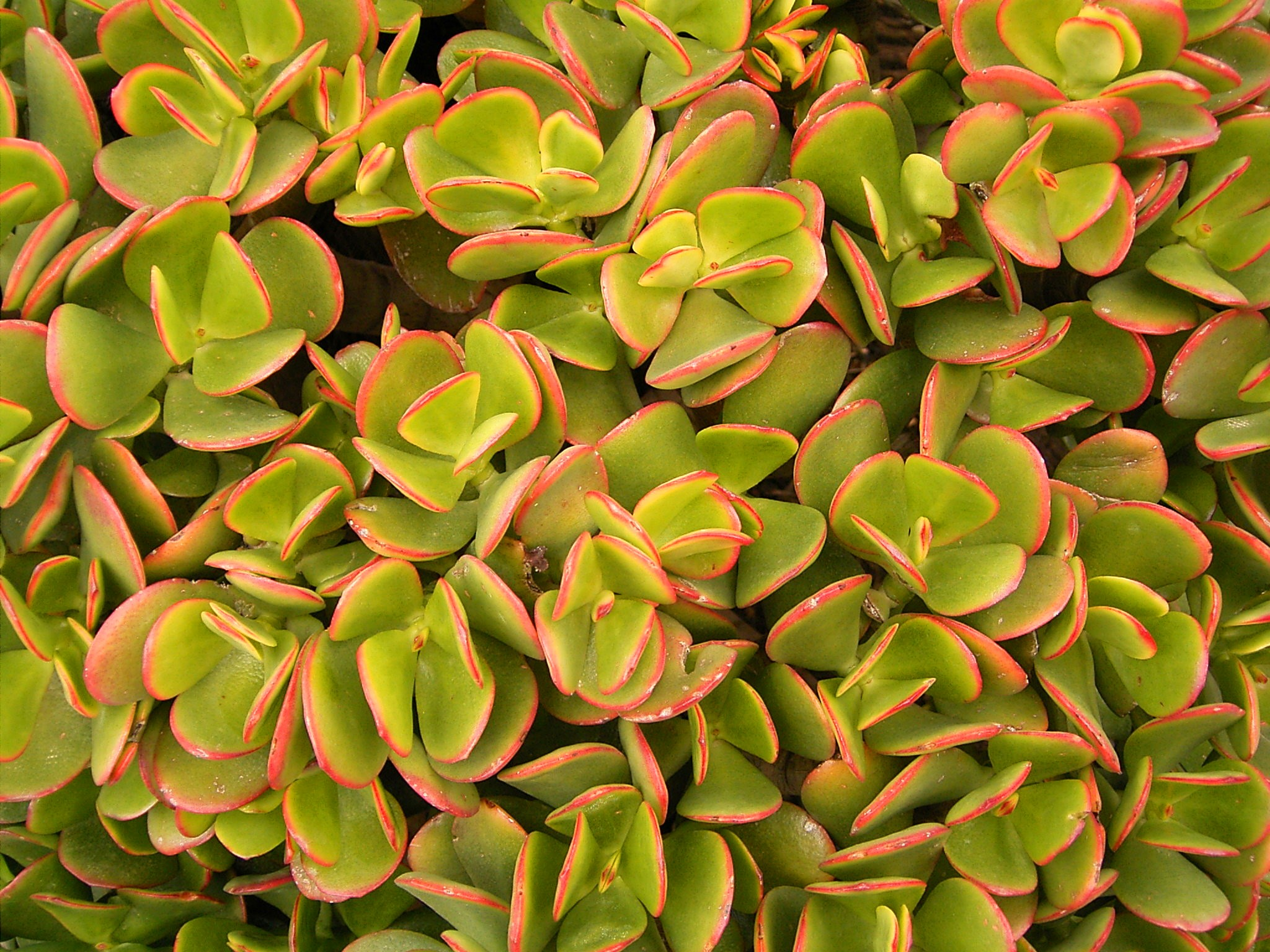
C. ovata cv. Hummel's Sunset
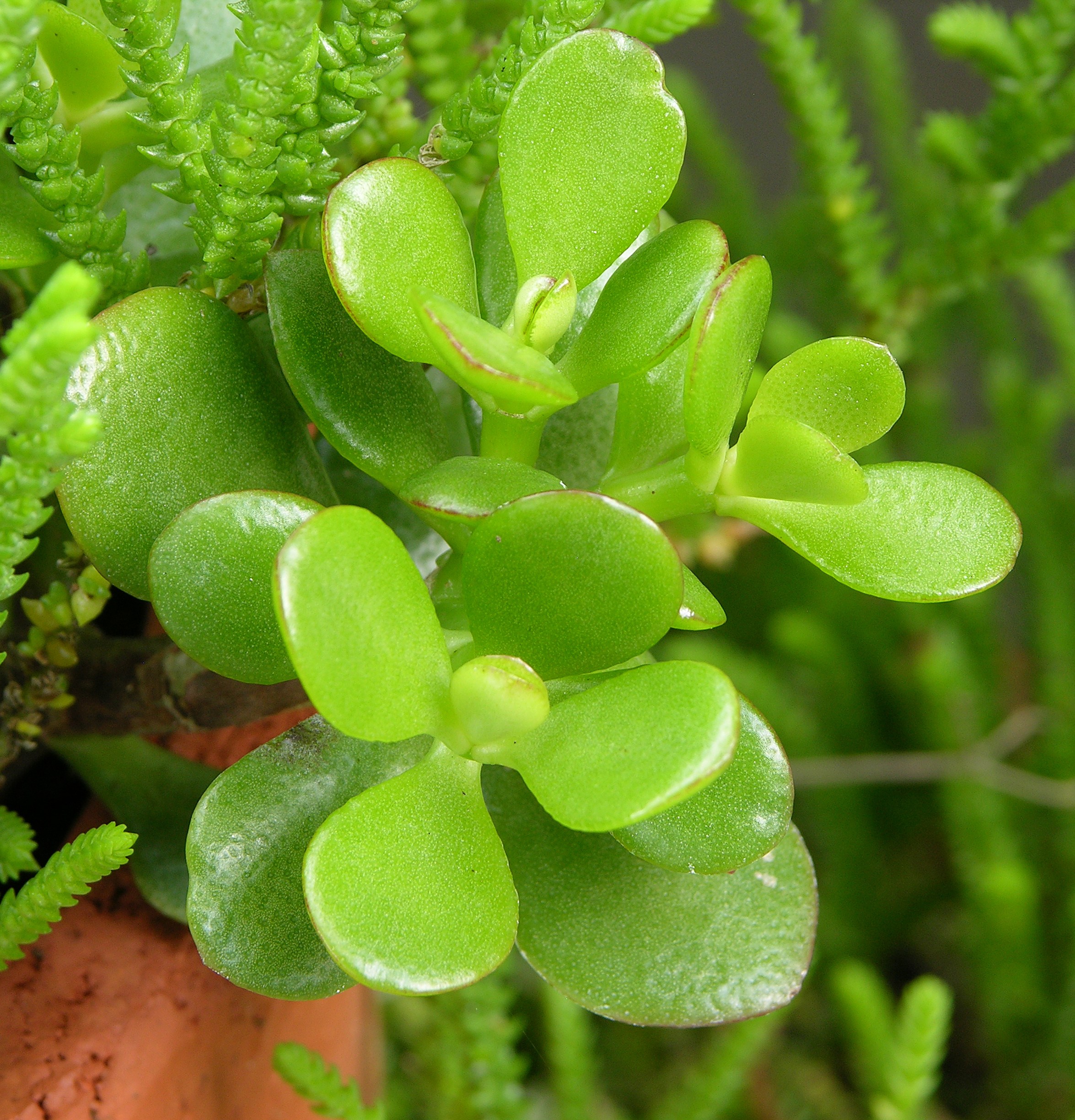
C. ovata cv. Minor
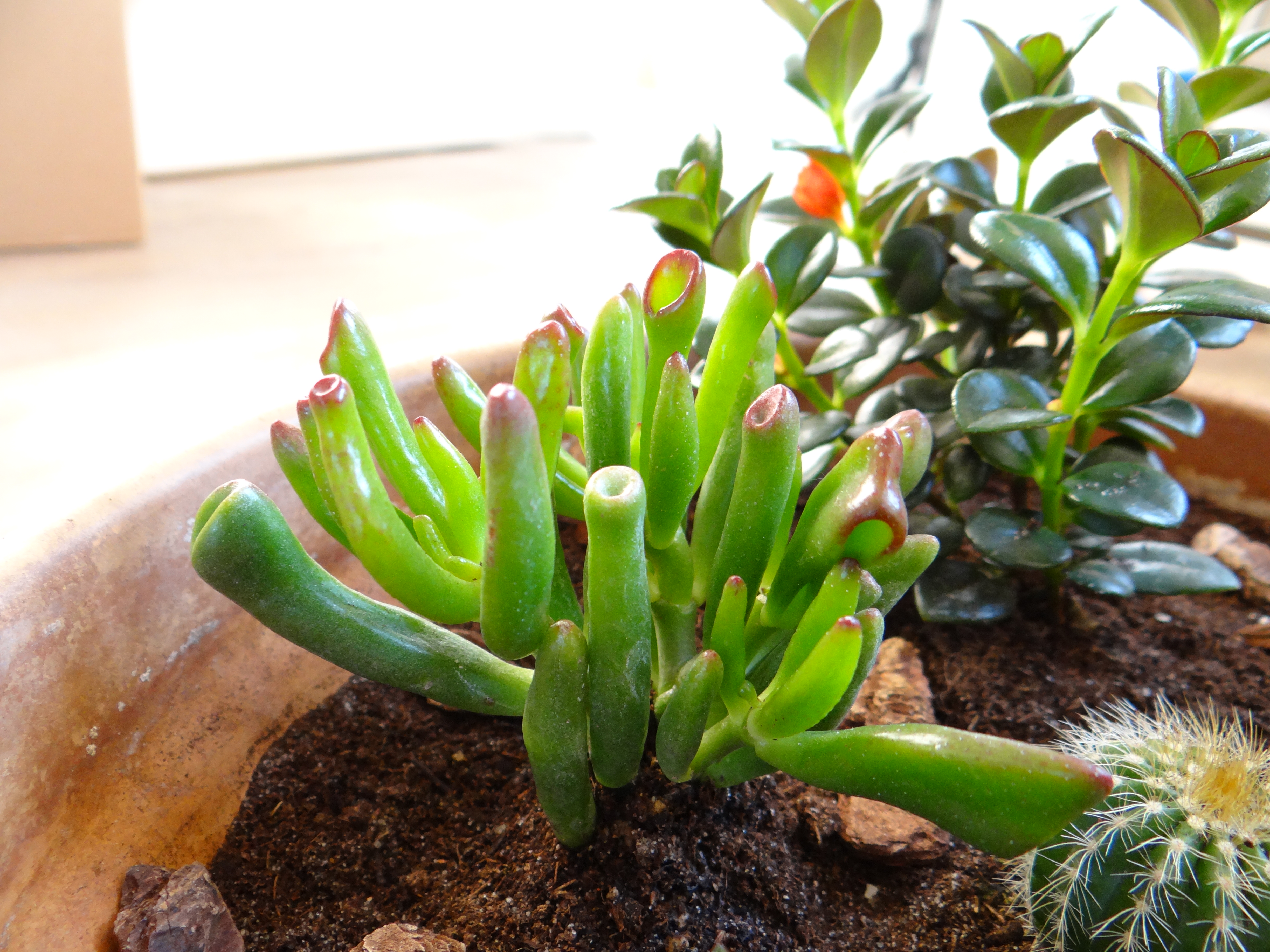
C. ovata cv. Red Horn Tree
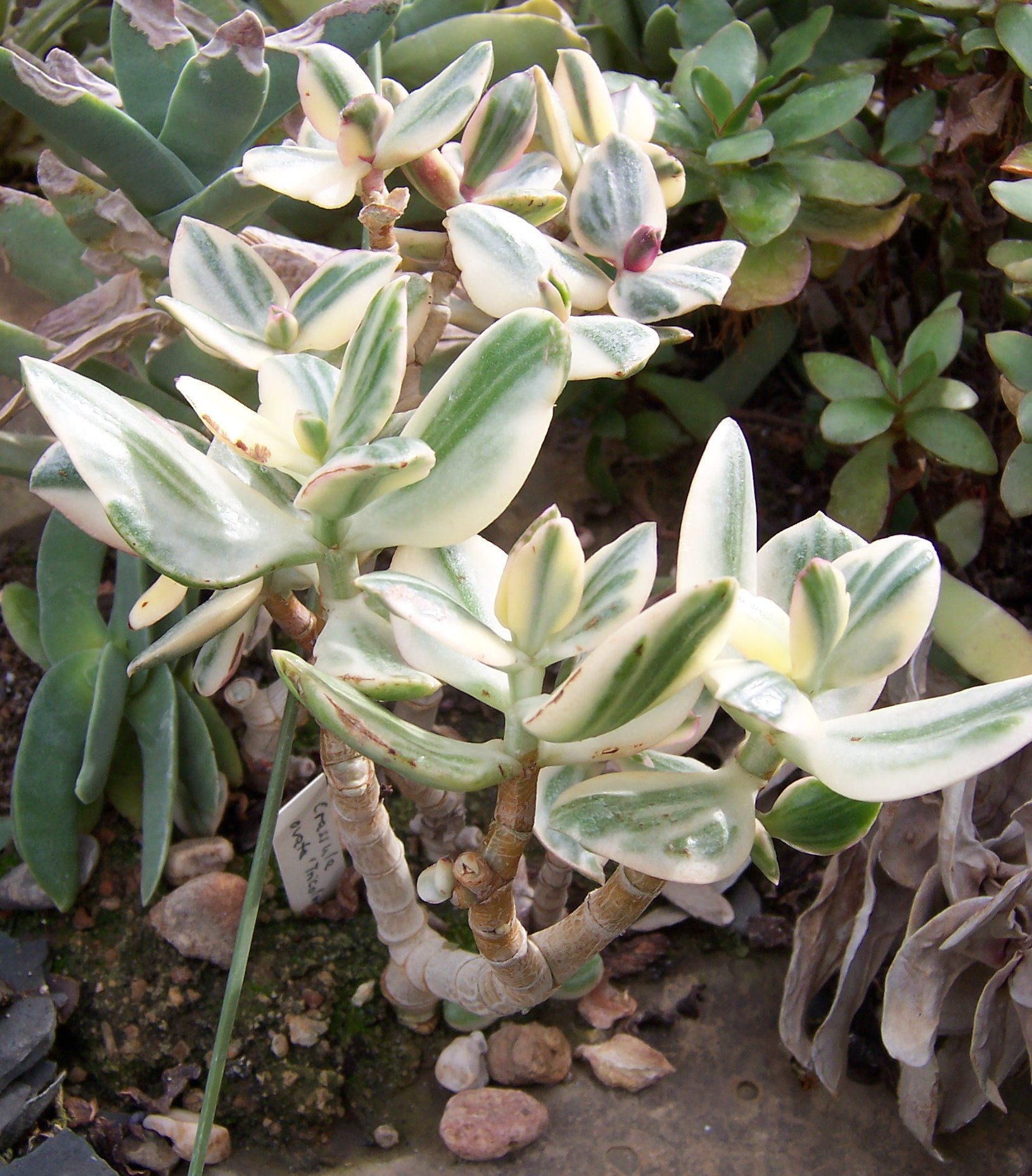
C. ovata cv. Obliqua Tricolor

### Specie simili
Benché appartenenti a generi diversi vi è una forte somiglianza con le specie di Portulacaria afra (Portulacaria) e Kleinia petraea (Kleinia), che sono per questo motivo consigliate come sostituti a C. ovata come piante d'appartamento qualora si abbiano degli animali domestici, data la tossicità di quest'ultima.

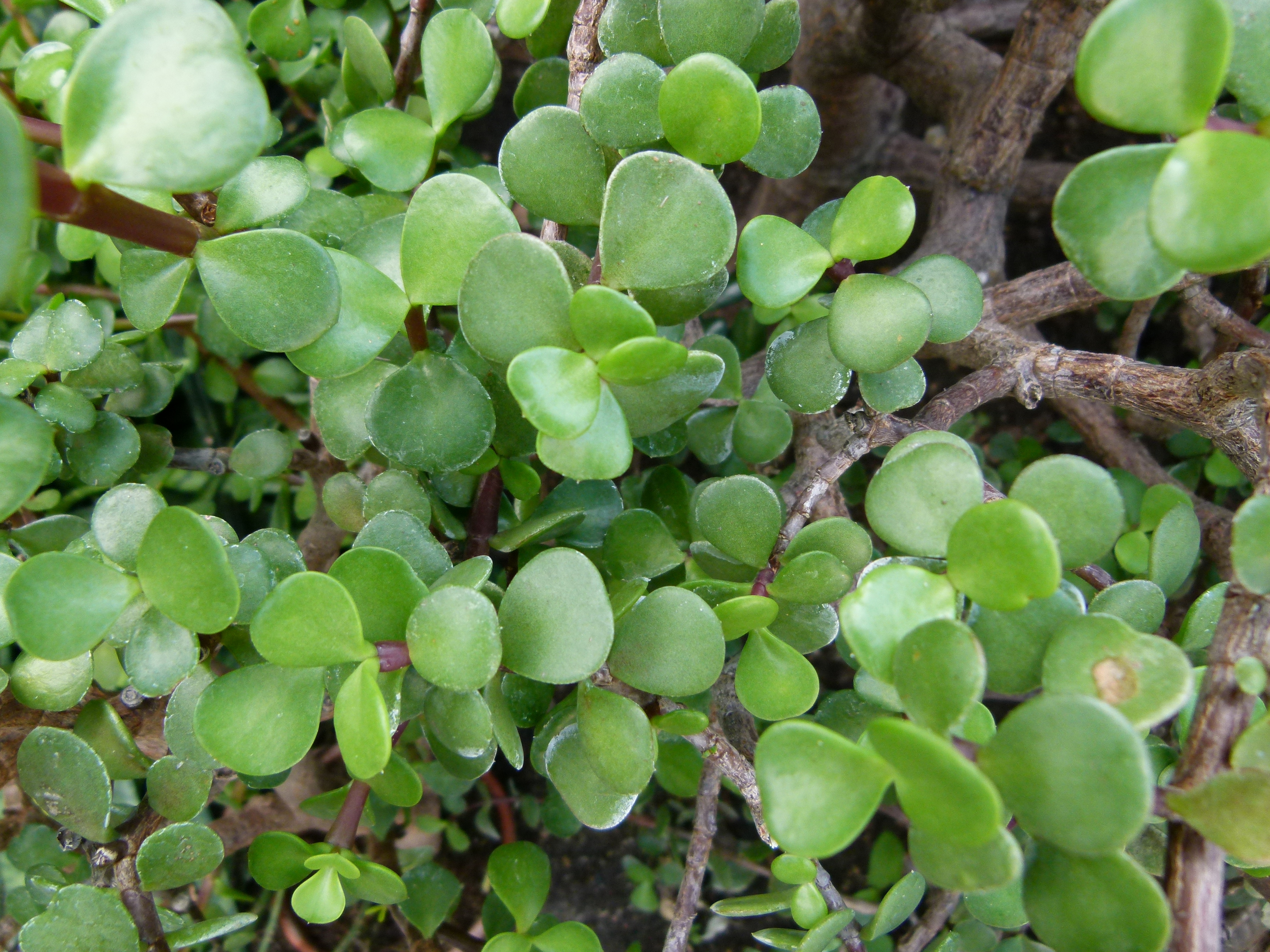
Esemplare di Portulacaria afra.
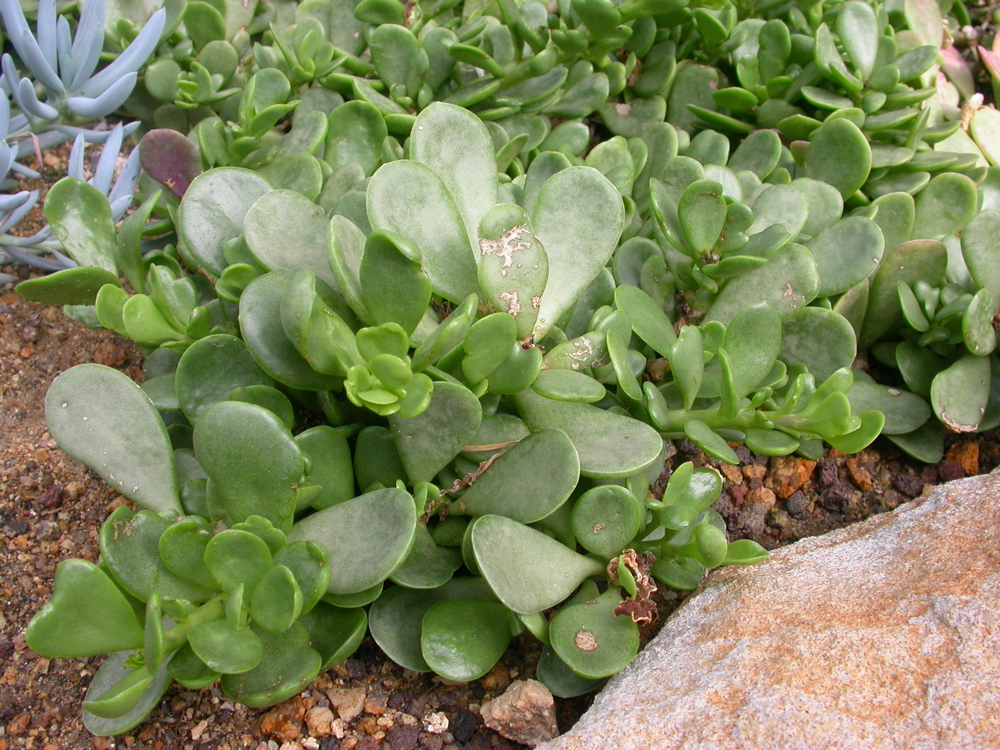
Un esemplare di Kleinia petraea, nota anche come Senecio jacobsenii.

## Usi
Globalmente diffusa come pianta ornamentale, C. ovata costituisce anche un alimento tradizionale per alcune tribù dell'Africa Meridionale, tra i quali, ad esempio, i Khoi. La cucina locale prevede infatti che le uniche parti edibili, ossia le radici, dopo la raccolta vengano grattugiate e poi bollite nel latte condensato.
Lo stesso procedimento viene seguito nella medicina tradizionale di queste popolazioni per realizzare alcuni rimedi contro la diarrea o per trattare calli ed epilessia.

## Riferimenti nella cultura
Nel linguaggio dei fiori C. ovata è ritenuta simbolo di buon auspicio, in quanto già nota in Cina, nei principi del Feng Shui, come portatrice di prosperità, fortuna e ricchezza, in grado quindi di portare benessere economico nella casa in cui si trova.

## Coltivazione

### Cura
In genere C. ovata predilige le posizioni soleggiate, che portano a sviluppare il caratteristico margine rossastro alle foglie, prestare però attenzione durante il periodo estivo a non lasciarla esposta dietro a dei vetri, che concentrerebbero troppo i raggi solari. Nel periodo invernale invece mantenere la pianta asciutta se la temperatura scende al di sotto 10 °C: la Crassula così sopravvivrà anche a brevi gelate, resta comunque consigliato spostarla al chiuso. È una pianta che predilige luoghi arieggiati, specialmente d'estate.
Le annaffiature andranno effettuate una volta che la superficie del terriccio sia secca mentre d'inverno, durante il periodo di riposo vegetativo, saranno praticamente sospese. Assolutamente da evitare ogni ristagno idrico nei sottovasi.
I rinvasi andranno effettuati quando la pianta avrà esaurito tutto lo spazio a disposizione, avendo cura di scegliere contenitori possibilmente più larghi che profondi in quanto gli apparati radicali delle piante del genere Crassula tendono a svilupparsi orizzontalmente. Per il rinvaso optare per un composto, in proporzione di due a uno, di terriccio specifico per Cactaceae e sabbia grossolana o perlite.
Durante il periodo primaverile-estivo somministrare settimanalmente un concime liquido, diluendolo maggiormente rispetto alle dosi consigliate, operazione da sospendere durante la fase di riposo vegetativo in quanto si accumulerebbe nel terreno.
Le piante di C. ovata non richiedono potatura, sarà infatti sufficiente eliminare le foglie che poco alla volta si disseccano. È però possibile coltivare questa pianta secondo i principi del bonsai data la sua predisposizione a sviluppare apparati radicali ridotti, oltre che a restare di dimensioni più contenute se coltivata in vaso, il che ne fa un'ottima pianta per "fare pratica" in quest'arte, essendo molto più semplice da gestire rispetto a specie più tradizionali.

### Propagazione
C. ovata si riproduce per pollone, talea o seme anche se a causa della variabilità genetica, oltre che per maggiore semplicità, si consiglia di evitare la propagazione per seme, per avere così piante identiche a quella madre.
La propagazione per pollone basale si effettua prelevando, in primavera, le piantine che crescono alla base della pianta madre con un coltello pulito e disinfettato. Il pollone andrà poi piantato in un miscuglio di torba e sabbia in parti uguali, tenuto al caldo e in un punto soleggiato (non direttamente); concimare una volta al mese.
Il metodo più semplice è per talea: basterà prelevare, sempre con un coltello disinfettato, un ramo con almeno qualche paio di foglie, lasciandolo asciugare e cicatrizzare per 7-10 giorni. Piantare quindi in un composto di torba e sabbia, da mantenere leggermente umido e al caldo, finché dopo qualche settimana la pianta avrà radicato.
La propagazione per seme, più complessa, si può effettuare a marzo o a settembre, distribuendo uniformemente i semi su un composto di due parti di sabbia fine e una di terriccio per seme. Fino alla germinazione mantenere il contenitore coi semi all'ombra, leggermente umido e ad una temperatura di circa 21 °C; spostarlo successivamente in un luogo più luminoso. Invasare le piantine non appena raggiungono dimensioni tali da poter essere maneggiate.

### Avversità
C. ovata è una specie molto resistente, che difficilmente verrà attaccata da parassiti. Il più pericoloso è la cocciniglia, che agli stadi iniziali dell'infestazione causa la comparsa di macchie marroni sulla pagina inferiore delle foglie. Procedere quindi ad una pulitura della pianta, se di ridotte dimensioni, con un bastoncino cotonato intriso di alcool denaturato oppure lavarla con una spugna imbevuta di acqua e sapone neutro. Se gli effetti sono più diffusi si consiglia di amputare la parte "malata" della pianta. Non è particolarmente soggetta agli attacchi degli afidi, ad eccezione delle infiorescenze.
Infine gli esemplari di Crassula patiscono in genere gli effetti di irrigazioni sbagliate: se si esagera si avranno marciumi a livello radicale prima e al fusto poi; al contrario annaffiature troppo scarse portano ad una decolorazione della pianta finché questa, esaurendo l'acqua contenuta nei tessuti, apparirà come "svuotata".

## Galleria d'immagini

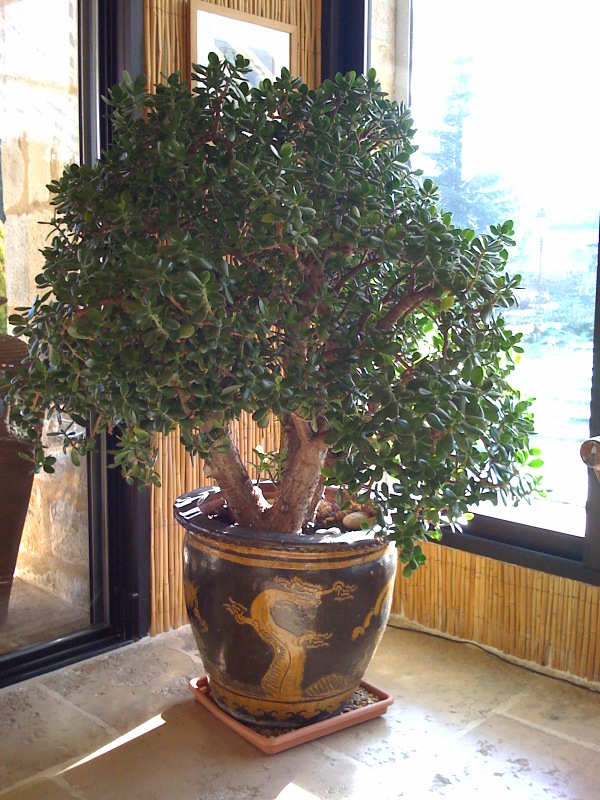
Esemplare di C. ovata pienamente sviluppato.
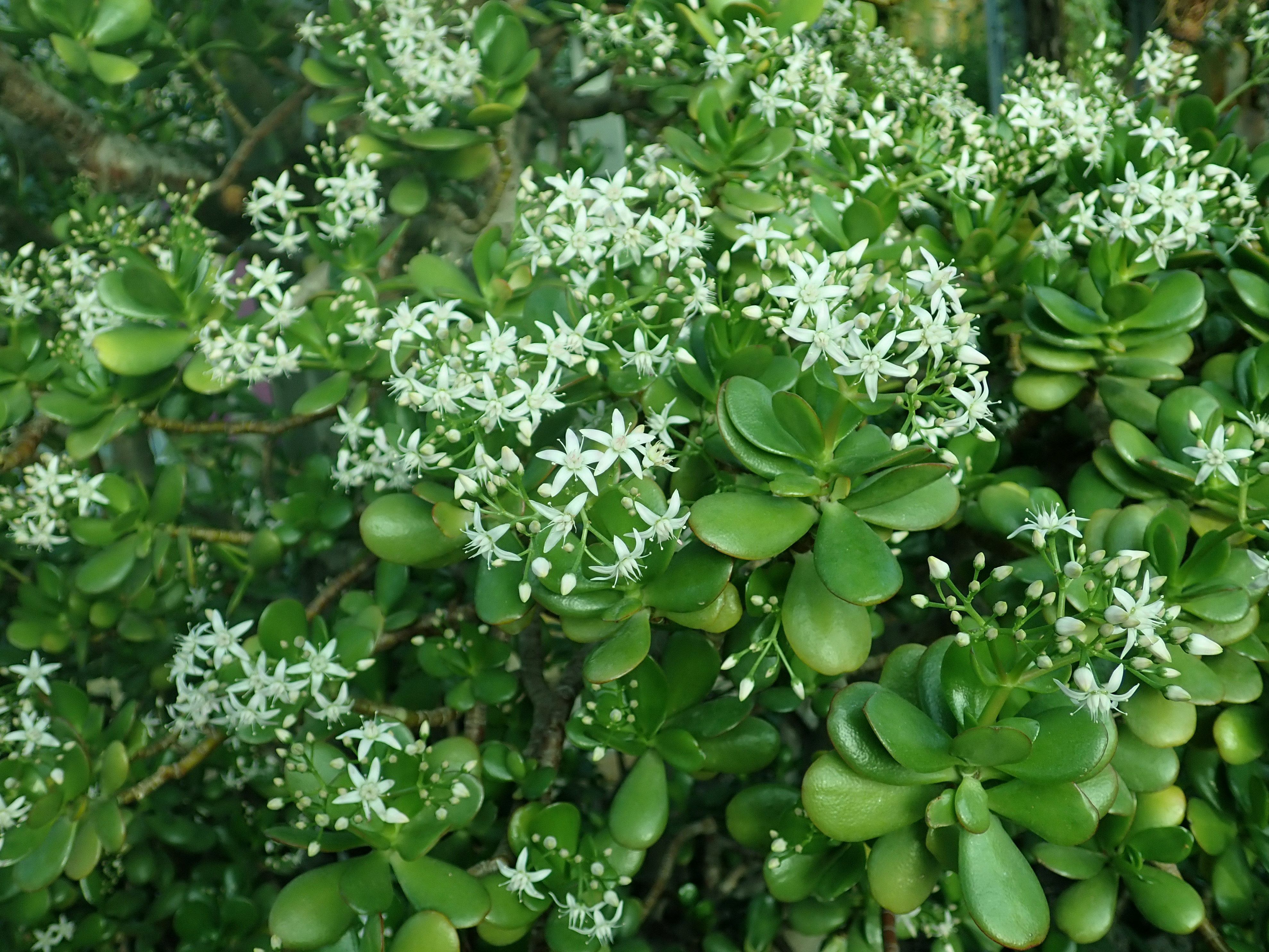
Infiorescenze bianche
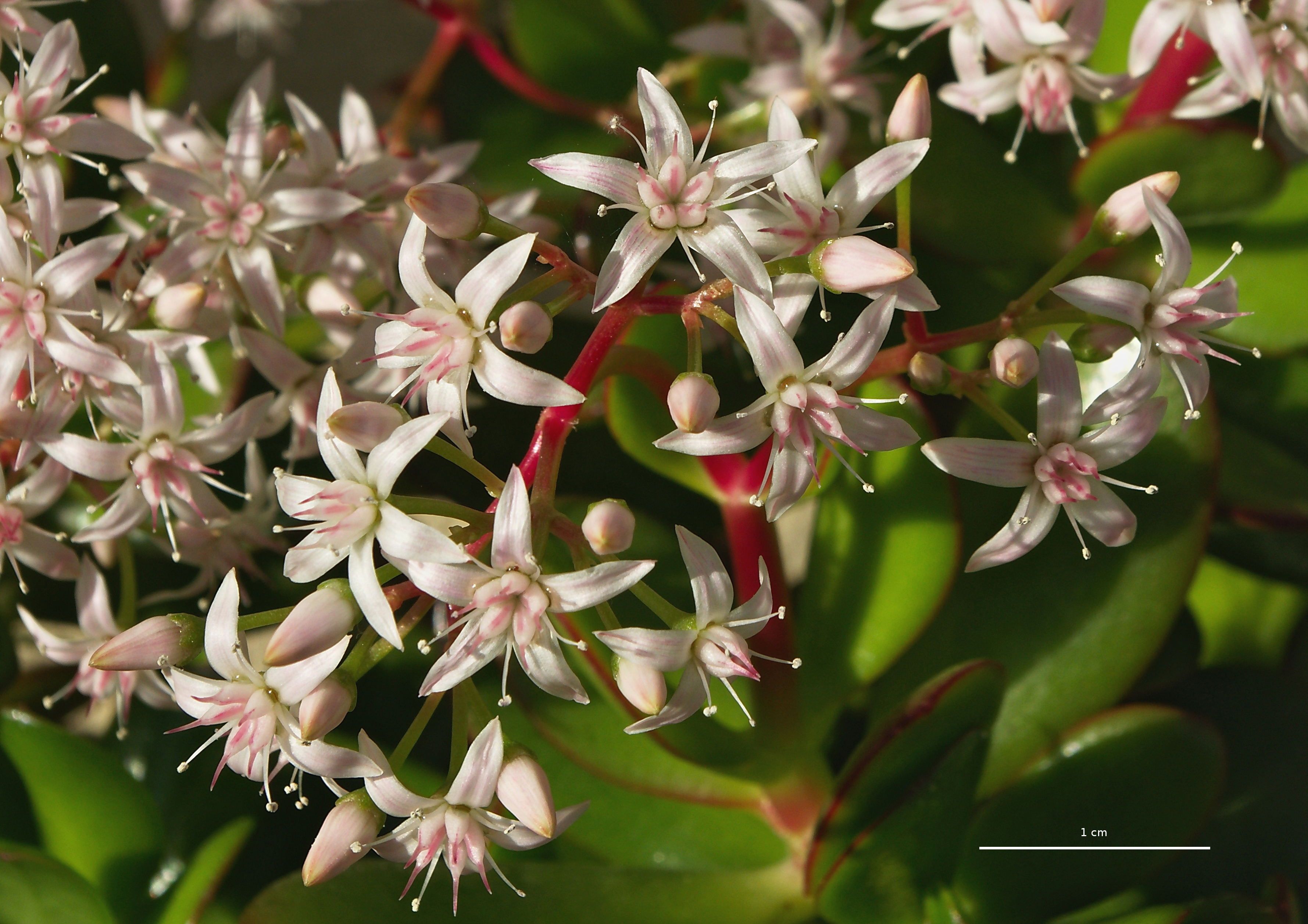
Infiorescenze rosa
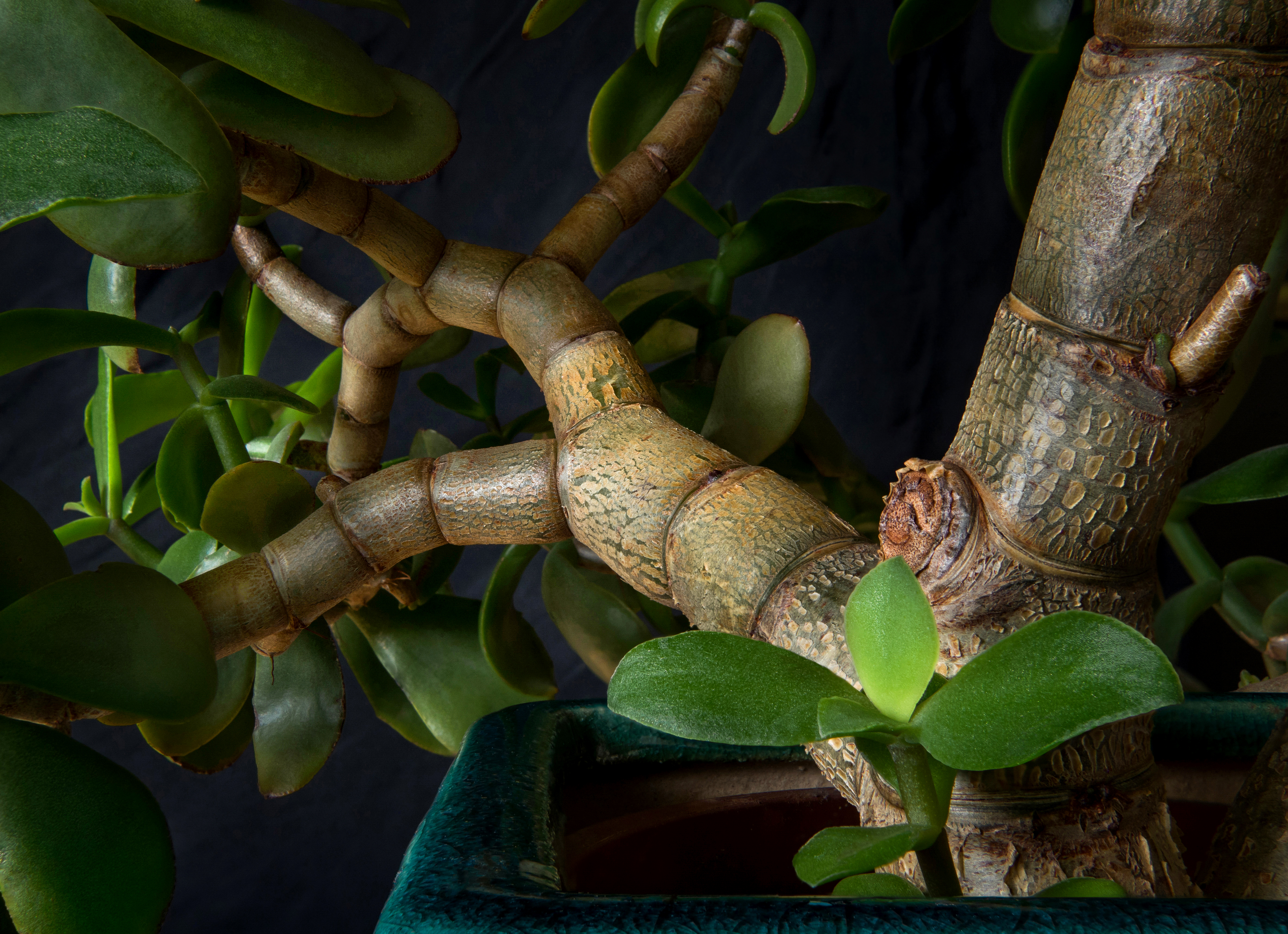
Rami e fusto di C. ovata
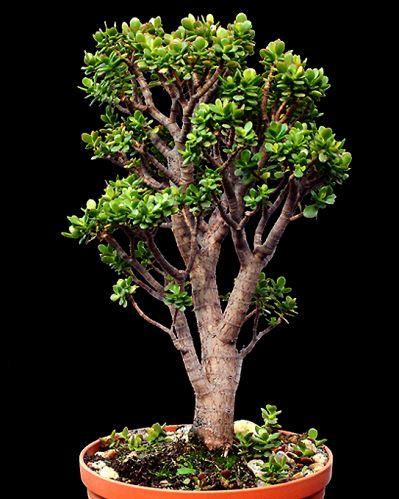
Esemplare di C. ovata coltivato come bonsai
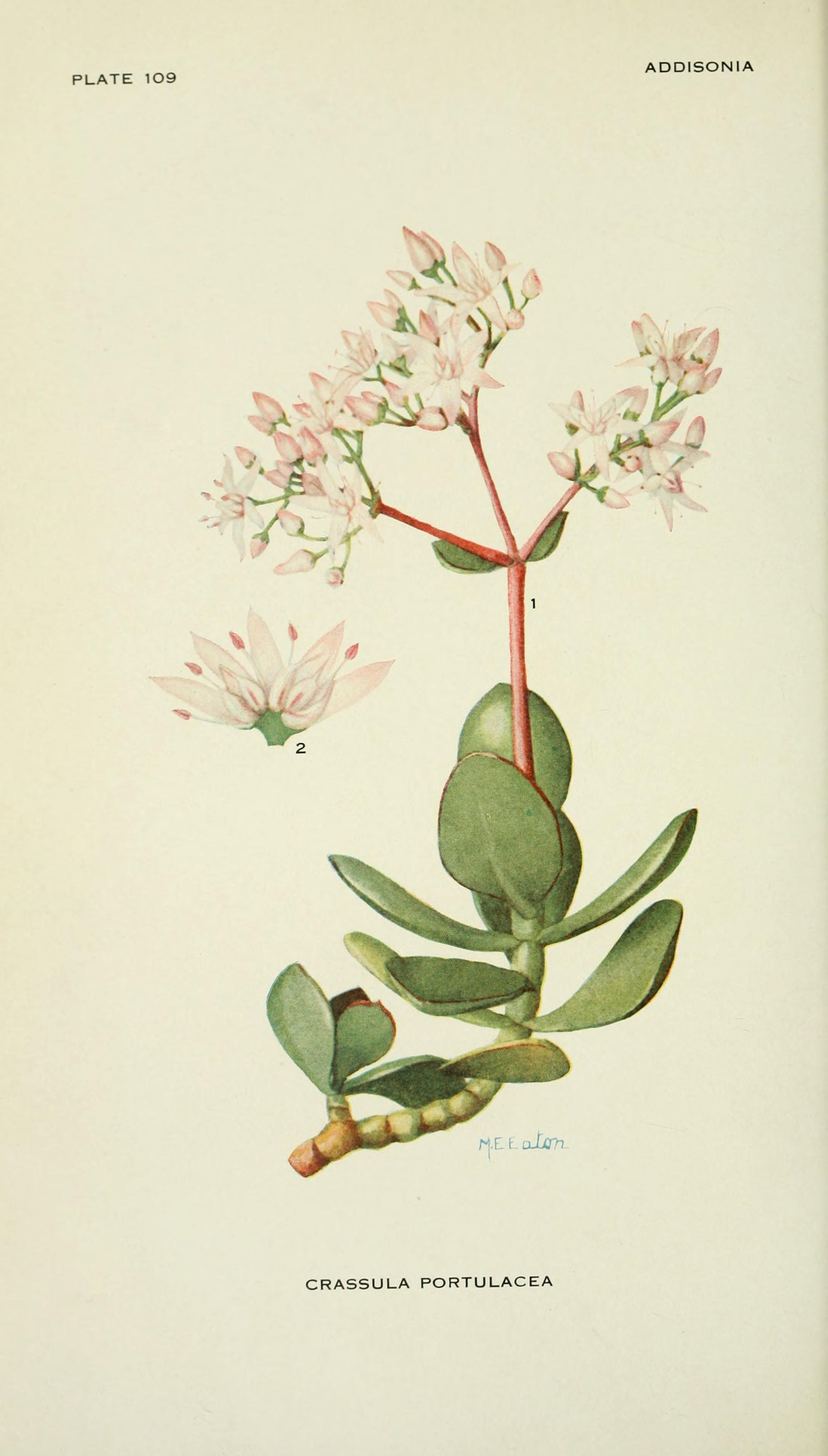
Tavola botanica per C. portulacea (sin. C. ovata)